# Bayes sats
Bayes sats eller Bayes teorem är en sats inom sannolikhetsteorin, som används för att bestämma betingade sannolikheter; sannolikheten för ett utfall givet ett annat utfall. Satsen har fått sitt namn av matematikern Thomas Bayes (1702-1761). Dess betydande roll inom statistiken grundar sig sedan länge på att satsen förenklar beräkningar av betingade sannolikheter.

## Bayes sats
Låt {\displaystyle A_{1},...,A_{n}} vara {\displaystyle n} disjunkta (oförenliga) händelser med positiv sannolikhet. Antag att händelserna utgör hela utfallsrummet: {\displaystyle \bigcup _{i=1}^{n}A_{i}=\Omega }. Bayes sats innebär då att
{\displaystyle P(A_{i}|B)={\frac {P(A_{i})P(B|A_{i})}{\sum _{j=1}^{n}P(A_{j})P(B|A_{j})}}}
där nämnaren är lika med {\displaystyle P(B)} enligt lagen om total sannolikhet. 
För specialfallet {\displaystyle n=1} ger Bayes sats
{\displaystyle P(A|B)={\frac {P(A)P(B|A)}{P(B)}}}
där {\displaystyle P(A|B)} är sannolikheten för A, givet B.

## Tillämpningar

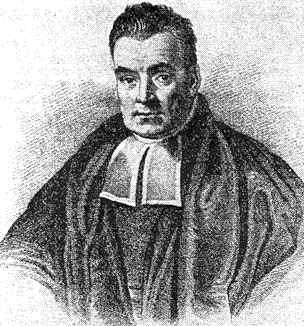
Möjligen Thomas Bayes (död 1761).

Bayes sats används flitigt inom statistiken, bland annat för dolda Markovmodeller. Satsen och Bayes namn har blivit kända under internet-eran, genom att satsen har implementerats i Bayesiska skräppostfilter för att på ett statistiskt sätt kunna separera skräp-e-post från önskad e-post.[källa behövs]
Bayes sats används till att kombinera insamlade, statistiska data med andra informationskällor såsom expertutlåtande samt allmänt kända fakta. Användandet kan uppnå en objektiv slutsats, som väger in såväl traditionella statistiska data som mer okonventionell information. Detta gör den populär, då det ofta är svårt att inkludera mer generell information i en objektiv beslutsanalys.

## Härledning

Bayes sats.

Definitionen av betingad sannolikhet är
{\displaystyle P(A|B)={P(A\cap B) \over P(B)}\quad (1)}
på samma sätt har vi
{\displaystyle P(B|A)={\frac {P(A\cap B)}{P(A)}}\Rightarrow P(A)P(B|A)=P(A\cap B)\quad (2)}
Ersätts uttrycket för  {\displaystyle P(A\cap B)}  från (2) i (1) erhålls
{\displaystyle P(A|B)={\frac {P(A)P(B|A)}{P(B)}}}
vilket är Bayes sats för specialfallet {\displaystyle n=1} ovan.
För det generella fallet sätter vi
{\displaystyle P(B)=\sum _{i=1}^{n}P(A_{i})P(B|A_{i})}
så att
{\displaystyle P(A_{i}|B)={\frac {P(A_{i})P(B|A_{i})}{P(B)}}={\frac {P(A_{i})P(B|A_{i})}{\sum _{j=1}^{n}P(A_{j})P(B|A_{j})}}}